# Tifoseria del Venezia Football Club

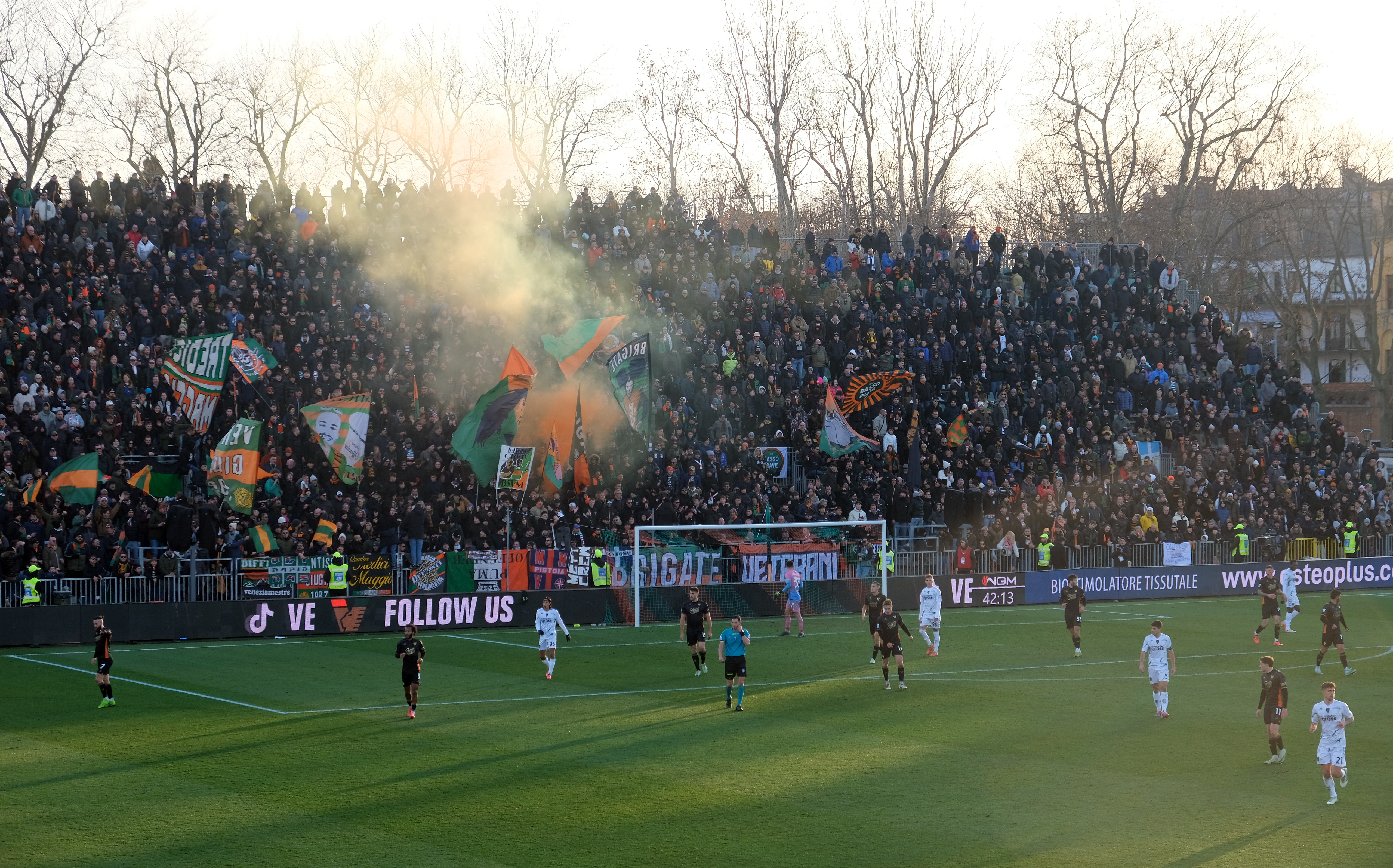
La curva sud dello Stadio Pier Luigi Penzo di Venezia, sede della tifoseria organizzata lagunare

In questa voce sono riportate informazioni relative alla storia ed evoluzione della tifoseria del Venezia Football Club, società calcistica italiana con sede a Venezia.

## Contesto
I tifosi del Venezia risiedono principalmente nella grande città. I gruppi esistenti sono Puma offender,  Brigate lagunari, Banda Spericolata, Ventisei Giugno Ottantasette  .
In curva nord esistono delle realtà provenienti dall'ex curva sud.

## Orientamento politico
I gruppi organizzati sono ufficialmente apolitici. Storicamente la tifoseria organizzata veneziana è spesso stata associata alla sinistra, come dimostrato anche da alcuni gemellaggi storici ad esempio quelli con Modena, Cosenza e Pistoiese, e la rivalità con squadre come Verona e Lazio, spesso associate alla destra. Nel 1998 e nel 2000 avvennero due scissioni negli Ultras Unione, che originarono i Vecchi Ultrà (gruppo dalla marcata connotazione politica d'estrema destra) 

## Tifoseria organizzata
Il panorama del tifo organizzato inerente al Venezia, risentendo della storia del calcio cittadino, presenta un aspetto complesso e variegato. Tra gli anni 1970 e 1980 nella tifoseria del Venezia sorgono i primi gruppi d'ispirazione ultras, i Panthers, la Gioventù Neroverde e le Brigate Neroverdi, poi scioltisi nel giro di poco più di un decennio. Gli succede la Vecchia Guardia, nata nel 1986 e scioltasi ufficialmente nel 1995.
Nel 1987 il Venezia viene salvato dal fallimento da Maurizio Zamparini, che contestualmente rileva anche il Mestre e procede a fondere le due società nel "VeneziaMestre": ai tradizionali colori neroverdi della squadra lagunare si aggiunge l'arancione della nuova squadra. In questo frangente gran parte della tifoseria organizzata che accetta la nuova identità arancio-nero-verde si riconosce nel gruppo Ultras Unione (soprannome poi dato alla squadra), che rimane a capo della curva fino allo scioglimento, avvenuto nel 2006.
L'accorpamento di due realtà già rivali suscita però divisioni tra i tifosi, in particolare per la mancata adozione di un modello "fisso" per le maglie (che dà luogo a molte dispute riguardo l'equilibrio nell'utilizzo dei tre colori) e per la scelta di giocare le gare interne allo stadio Francesco Baracca di Mestre. Particolarmente attestata su posizioni critiche è la Vecchia Guardia, che pur continuando a seguire le partite rifiuta di adottare le tinte arancioneroverdi.
Nel 1991 la squadra sale in Serie B e, data l'impossibilità di ampliare il "Baracca", fa ritorno allo stadio Penzo: in curva si assiste al proliferare di sigle che si rifanno alla tradizione neroverde, ricusano il nome "VeneziaMestre" e professano la sola identità veneziana. I contrasti tra "unionisti" arancioneroverdi e "nostalgici" neroverdi si trascinano per diversi anni, anche con risvolti violenti.
Il 13 febbraio 2001 muore il capo ultrà unionista Francesco Romor, detto "Bae", ricordato con un murales a Marghera; contestualmente si formano le sigle Rude Fans e Nuova Guardia, che però hanno vita breve. Nel 2006 si costituisce il Gate 22-A sostegno di un ideale, che opta per stabilirsi nel settore distinti dello stadio Penzo. I tifosi rimasti in curva Sud tendono a raggrupparsi sotto le sigle Vecchi Ultrà, Curva Sud, Old Firm e Zona d'Ombra.  
Il Gate 22 si scioglie nell'ottobre 2012, di poco preceduto ad agosto dai Vecchi Ultrà; dal 2011 i tifosi rimasti si coalizzano perlopiù nella Curva Sud VeneziaMestre (CSVM), che persegue una chiara linea apolitica, tentando di appianare le divergenze tra le varie anime. Poco prima, nel 2011, alcuni ex membri della Vecchia Guardia costituiscono il club Associazione Culturale Cuore Neroverde Venezia 1907, che tronca i rapporti col resto della curva e si stabilisce nella tribuna laterale del Penzo, per poi disconoscere definitivamente l'allora F.B.C. Unione Venezia nel 2013 e spostarsi al seguito dei dilettanti dell'A.S.D. Laguna Venezia. 
Dopo i rovesci del triplice fallimento societario fra il 2005 e il 2015, la rifondazione del "Venezia Football Club" a cura della cordata americana capeggiata da Joe Tacopina (che in due anni riporta la squadra in Serie B) rivitalizza l'ambiente, ma non appiana del tutto le polemiche in materia identitaria: nella stagione 2017/18 l'apposizione sulle maglie da gioco di una patch celebrativa dei 110 anni di fondazione dal Venezia Calcio (1907-2017) causa le proteste di parte della tifoseria, che sostiene quale "anno zero" del Venezia arancioneroverde il 1987 a seguito della fusione col Mestre.
Il 28 luglio 2018 un gruppo di fuoriusciti dal CSVM si federa nella nuova sigla Uno Nove Otto Sette, la cui esperienza termina già nel 2020.
Il 23 gennaio 2024 scompare improvvisamente lo storico capo ultrà unionista Arnaldo Loja all'età di 58 anni.

### Cronologia
1986 - Nascita della Vecchia Guardia
1987 - Nascita degli Ultras Unione
1995 - Scioglimento della Vecchia Guardia
1998 - Nascita dei Vecchi Ultrà
2006 - Scioglimento degli Ultras Unione
2006 - Nascita dei Gate 22
2011 - Nascita dei Curva Sud Venezia Mestre
2012 - Scioglimento dei Vecchi Ultrà
2012 - Scioglimento dei Gate 22
2018 - Nascita degli UnoNoveOttoSette
2020 - Scioglimento degli UnoNoveOttoSette

## Gemellaggi e rivalità

### Gemellaggi e amicizie
La tifoseria veneziana è gemellata ufficialmente dal 1991 con quella del Modena e dal 1996 con i collettivi al seguito della Pistoiese; ulteriori gemellaggi vigono con Cosenza, Rapid Vienna, virtus lanciano e  Fidelis Andria, mentre rapporti amichevoli o rispettosi intercorrono con Sandonà, Union Clodiense CS, Go Ahead Eagles, Salernitana, Benevento, St. Pauli e Honvéd. Esiste inoltre un'amicizia extracalcistica con la tifoseria dell'HC Bolzano, club di hockey su ghiaccio.

### Rivalità
Rivalità vengono coltivate nei confronti del Mestre (tifato dai tifosi di terraferma che hanno ricusato la fusione del 1987) e delle maggiori squadre corregionali.
Quella con il Padova è la più sentita; in particolare anche loro hanno ricusato la fusione tra la società lagunara e mestrina. Altrettanto sentito l'antagonismo con il Vicenza, nato a seguito dell'amicizia terminata che legava le due tifoserie negli anni '80. gli ultras arancioneroverdi hanno tuttavia espresso vicinanza ai berici nel 2018, quando l'allora Vicenza Calcio fu dichiarato fallito. Notevole anche la rivalità con il Treviso, nota come il "Derby della Serenissima", mai giocatosi in Serie A. Scintille anche con i tifosi del Verona, il cui bilancio di incontri in massima serie è in netto favore degli scaligeri. Questo antagonismo è favorito anche dall'astio dei gialloblù contro piazze simpatiche ai lagunari come Salernitana, e Modena.
Nel resto d'Italia è nota l'inimicizia con i tifosi della Fiorentina, risalente agli anni '90 e riaccesasi nel 2018, quando durante il ritiro estivo a Moena la viola giocò un'amichevole proprio contro i lagunari che cantarono cori di scherno mentre passavano davanti al "Viola Village"; i tifosi gigliati per rappresaglia esplosero alcuni petardi avviando dei tafferugli. Sempre in Toscana segue l'antagonismo con il Pisa.
Altre rivalità nella penisola sono con Atalanta, Bari, Bologna, Brescia, Cagliari, Como, Genoa, Lazio, Mantova, Monza, Inter, Napoli, Palermo, Parma, Pescara, Reggiana, Spezia, Cremonese, Torino, Triestina, Udinese e Südtirol, quest'ultima per via dell'amicizia tra i collettivi arancioneroverdi e quelli dell'hockey bolzanino, che sono apertamente ostili alla maggior squadra calcistica altoatesina.